# William Arrol

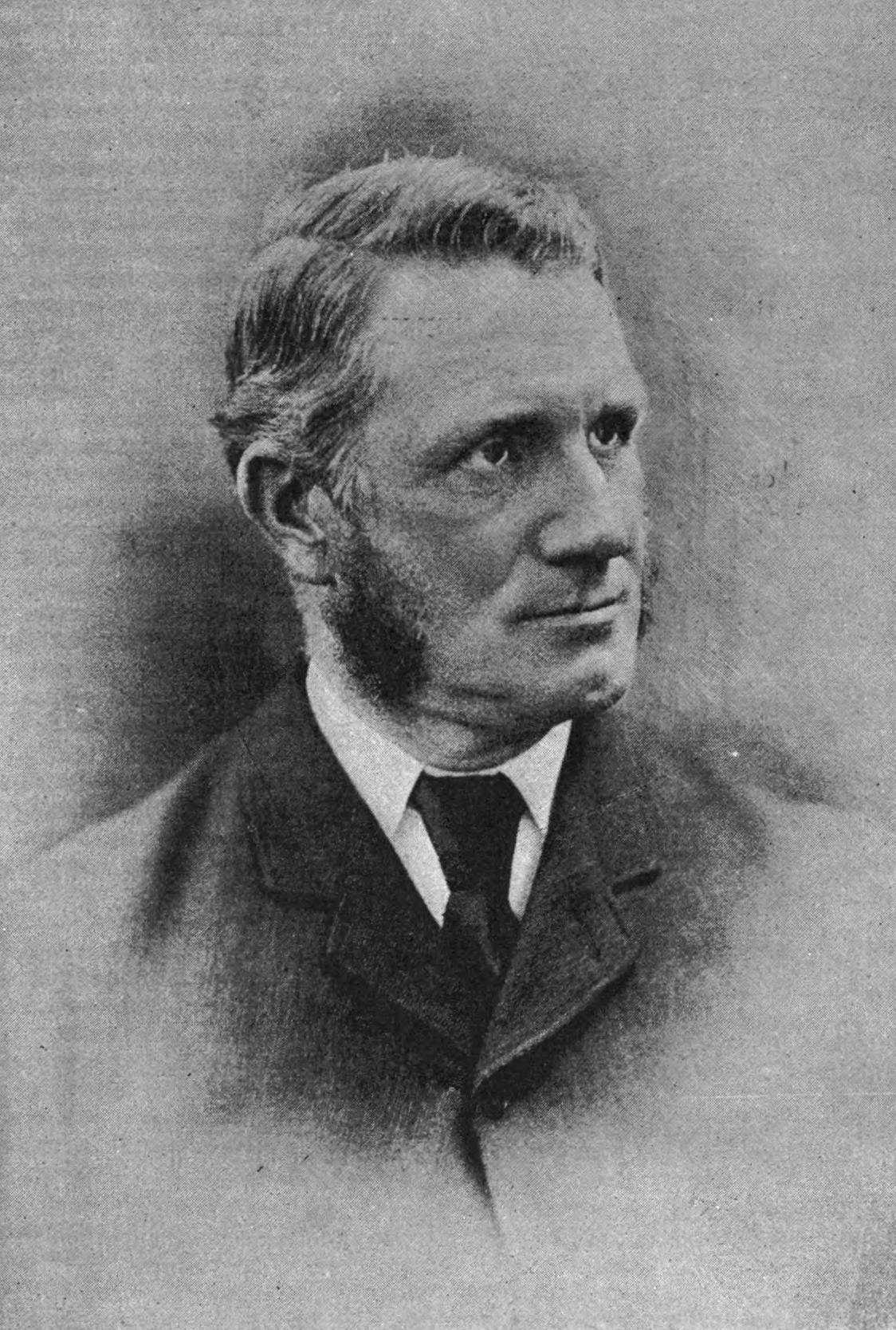
William Arrol (1890)

Sir William Arrol, född 1839 i Houston, Renfrewshire, död 20 februari 1913 i Seafield, nära Ayr, South Ayrshire, var en skotsk ingenjör och brobyggare.
Arrol arbetade som ung i en smedja i Paisley, sedan i olika verkstäder och satte upp en liten ångpanneverkstad 1868. Fyra år senare grundlade han Dalmarnocks järnverk, Glasgow, firma William Arrol & Co., började småningom åta sig leverans av järnkonstruktioner och fick sig anförtrodda mycket omfattande brobyggen, bland annat Caledonian Railway-bron vid Glasgow, ombyggnad av Tay Bridge (1882-87, efter ritningar av W. H. Barlow), Forth Bridge (1882-89, efter ritningar av John Fowler och Benjamin Baker), Tower Bridge i London, Nilbron vid Kairo. Han uppfann även flera sinnrika verktygsmaskiner. Han adlades 1890 och var ledamot av Storbritanniens parlament för liberala partiet 1895-1906.